# Polisportiva Val di Sangro

Logo du Polisportiva Val di Sangro

La Polisportiva Val di Sangro est un club de football d'Atessa en province de Chieti, dans les Abruzzes. 

## Historique
Fondée en 1961 et inscrite à son premier championnat en 1962, la Polisportiva Val di Sangro joue ses matches à domicile au stade Monte Marcone  d'Atessa. Elle participe en 2008 à la Ligue Pro Deuxième Division (C2), en tant que repêchée, mais est reléguée à la fin de la saison 2008-09 en Serie D. Elle fusionne alors avec Atessa Calcio, sous le nom Atessa Val di Sangro.